# Balaklija
Balaklija (ukrajinsky Балаклія; rusky Балаклея, Balakleja) je město v Charkovské oblasti na Ukrajině. Leží na levém břehu Severního Doňce zhruba sto kilometrů na jihozápad od Charkova na železniční trati spojující Moskvu s Donbasem. Po administrativně-teritoriální reformě v červenci 2020 patří do Izjumského rajónu, do té doby bylo centrem Balaklijského rajónu. Žije zde přibližně 26 tisíc obyvatel.

## Dějiny
Nejstarší osídlení se datuje do 3. až 1. tisíciletí před naším letopočtem, archeologicky zdokumentováno bylo 57 mohyl. Od 7. do 10. století n. l. území náleželo k Chazarskému kaganátu a žili zde převážně rybáři. Od roku 1571 zde byla zavedena strážní služba při řekách Severní Doněc a Oskip. Nové sídlo založili v roce 1663 Kozáci a pojmenovali je po říčce Balaklijce, které se zde vlévá do Severnho Doňce. Roku 1732 zde žilo 1186 obyvatel. V letech 1796 až 1891 se používalo jméno Novoserpuchov podle ruského Serpuchova. Od konce 19. století byla obec industrializována. Od roku 1923 se Balaklija stala centrem rajónu. V roce 1938 získala Balaklija statut města. Od 10. prosince 1941 do 4. února 1943 město okupovala německá armáda a zlikvidovala židovskou komunitu. V květnu až červnu 1942 se Balaklija dostala do frontové linie bitvy o Charkov, padlo zde 670 sovětských vojáků, kterým byl ve městě postaven památník. Zástavba byla tehdy zdevastována, podobně jako v dubnu 2022.

## Ruská agrese 2014–2022
V prvním období války byl v Balakliji zničen největší ukrajinský muniční sklad, který vyhořel 23. března 2017. V následujících letech byl obnoven. Město bylo 2. března 2022 obsazeno armádou Ruské federace. Při dělostřeleckém útoku ruské armády v noci z 6. na 7. dubna 2022 došlo k poničení obytných budov, následkem čehož zemřeli tři lidé. O několik dní dříve byla zasažena také nemocnice. Na začátku dubna z města do Ruska odjel kolaborující starosta a byl obviněn z velezrady. Na začátku září město osvobodila Ukrajinská armáda během rozsáhlejší protiofenzivy směrem na Kupjansk a Izjum.
Důležitou elektrizační soustavu sítě Ukrenerho v Balakliji zasáhly a vyřadily z provozu ruské rakety v noci z 26̟. na 27. října 2022, pravděpodobně způsobí vážné výpadky dodávek elektřiny pro střední UKrajinu.

## Památky a turistika
- Pokrovskij chrám a zvonice

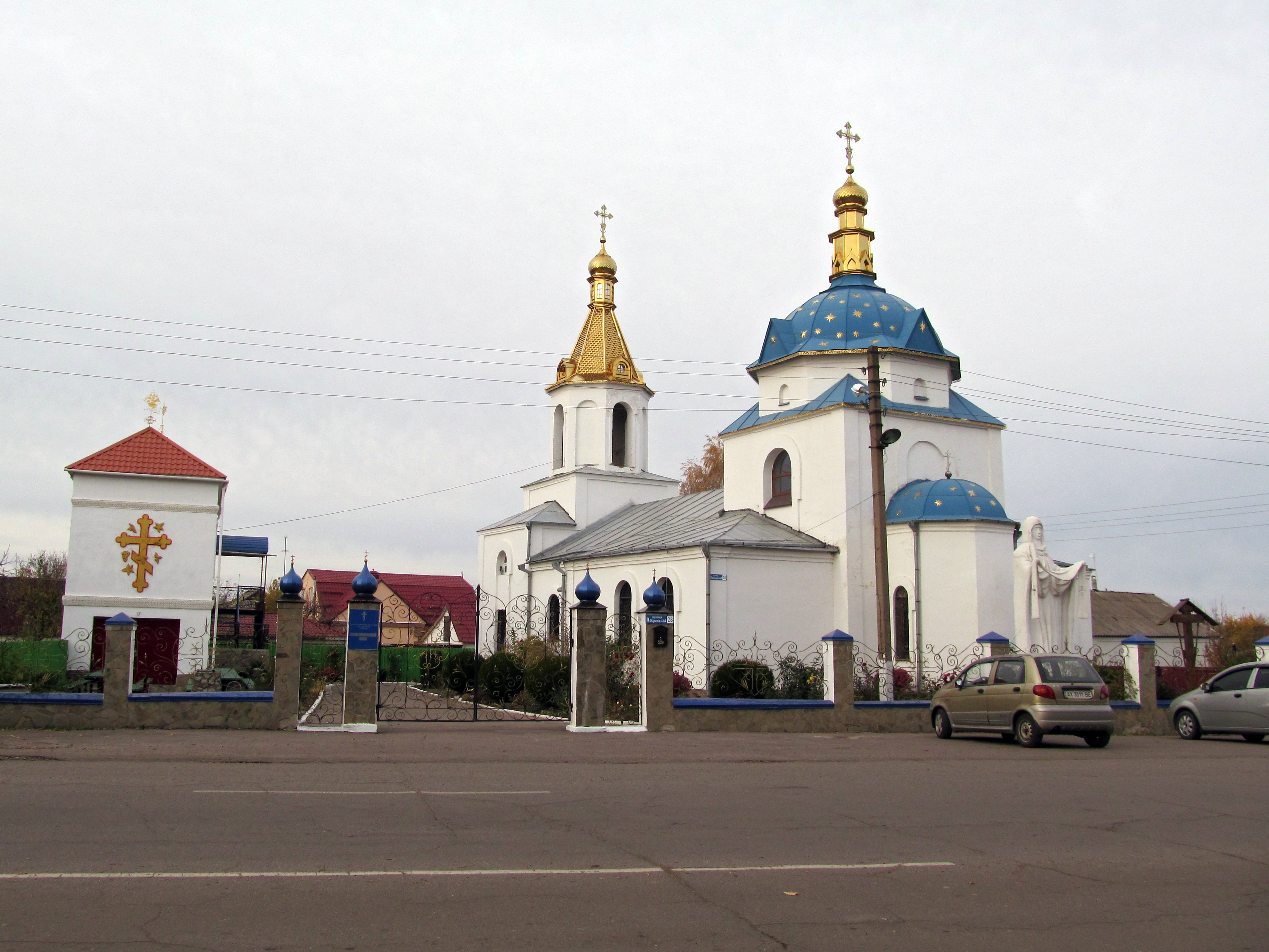
Pokrovskij chrám

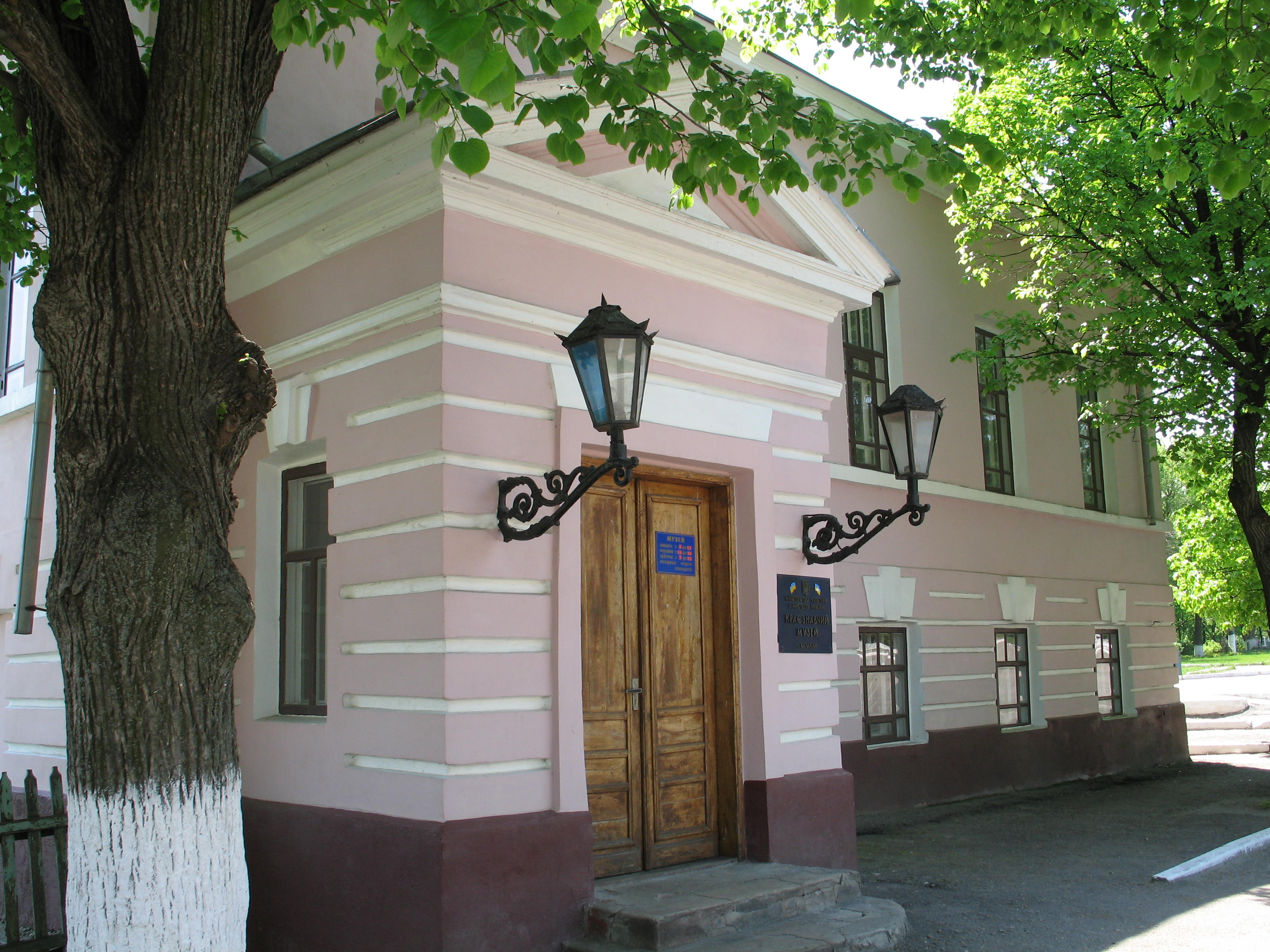
Balaklijské oblastní muzeum

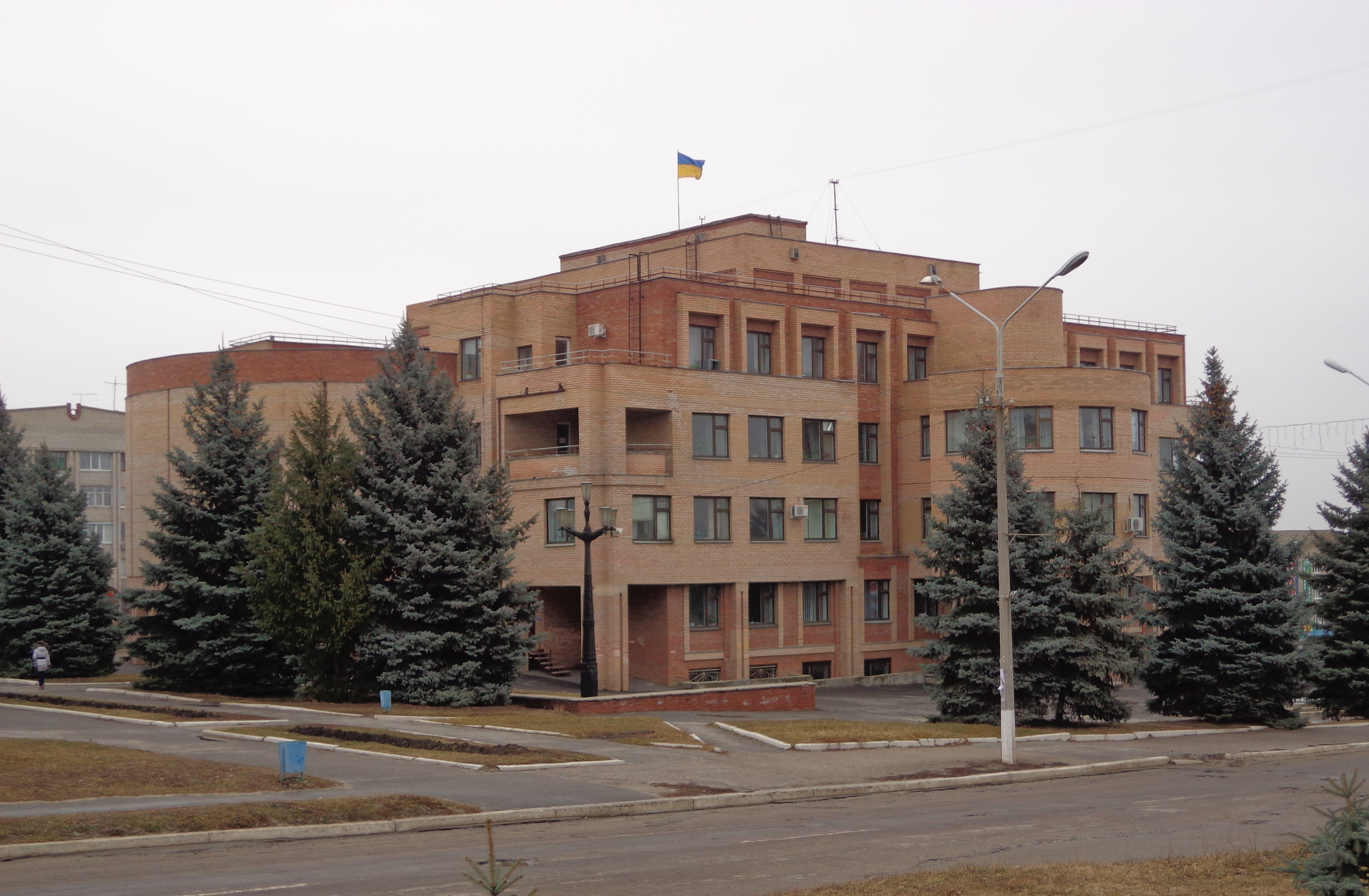
Radnice

- Oblastní vlastivědné muzeum - původně klasicistní dům plukovníka Stěpanova z let 1816-1817; sbírky archeologické, historické a přírodovědné
- Dům kultury ze sovětské éry
- Svatohorský klášter v okolí města
- Botanická zahrada
- Přírodní rezervace

## Osobnosti
- Jakov Samojlovič Edelštejn (1869–1952), geolog, geomorfolog a univerzitní učitel
- Oksana Petrušenko (1900–1940), operní pěvkyně